# Пятидорожное
Пятидорожное — посёлок в Багратионовском районе Калининградской области России. Входит в состав Багратиновского муниципального округа.

## География
Расположен на юго-западе области на побережье Калининградского (Вислинского) залива, возле государственной границы с Польшей.

### Климат
Как и весь район, посёлок расположен в западноевропейском районе атлантико-континентальной области умеренного климата. Переходный от морского к умеренно континентальному. Характерны мягкая малоснежная зима и прохладное лето с большим количеством осадков.
Среднегодовая температура воздуха 8,3 °C. Среднемесячные температуры изменяются от +18,5 °C в июле, до −0,9 °C в январе. Абсолютный минимум температуры −35 °C. Абсолютный максимум температуры +37 °C.
Период температуры воздуха выше 0 °C — 274 дня. Продолжительность зимнего периода 5 месяцев. Грунт промерзает на 1,0-1,95 метра в глубину. Устойчивый снежный покров образуется в последней декаде декабря. Продолжительность вегетационного периода выше 15 °C — 78 дней. Длительность вегетационного периода — 180—200 дней.
Среднегодовая сумма осадков 850—900 мм. Общее количество дней с осадками — 161. Летом осадки чаще всего бывают в виде непродолжительных ливней. Грозы наблюдаются в течение всего года, наиболее часто с мая по сентябрь (3-7 раз в месяц).
В течение всего года преобладают южные и юго-западные ветра. Наибольшие скорости ветра наблюдаются в холодный период (ноябрь, декабрь, январь). Среднегодовая скорость ветра — 3,5-4,0 м/с. В летний период преобладают западные и северо-западные ветра. Сильный ветер со скоростью более 12 м/с наблюдается в основном с января по март.
Относительная влажность воздуха меняется в зависимости от времени года — от 77 % в мае до 85 % в декабре-январе.

## Топоним
Русское название Пятидорожное происходит от пяти дорог, пересекающихся здесь.

## История
Населённый пункт был основан в 1337 году и в 1987 году праздновал в Бургдорфе свой 650-летний юбилей. Как поселение, имеющее собственную церковь, Бладиау впервые упоминается в 1399 году. Из священников, служивших здесь до 1860 года, нам известны имена 17. Среди них — пастор Фолькман, внук архиепископа Боровски, служивший в кирхе Бладиау с 1853 по 1859 год. Приходской церкви, существовавшей, вероятнее всего, уже в 1337 и сгоревшей в 1735 году, больше нет. В течение столетий она богато украшалась и обставлялась владельцами окрестных имений. В кирхе был расписной деревянный потолок, выполненный в 1700 году, красивые исповедальни, скамьи и эмпора.
В результате артобстрела во время оборонительных боёв в ходе Второй мировой войны, многие здания в деревне сгорели, а кирха, особенно её колокольня, была сильно повреждена. В 1970-е годы ещё стояли фрагменты стен. После 1975 года колокольню и стены взорвали, а обломки убрали. Сохранились лишь стена вокруг бывшей кирхи и памятник воинам, павшим во время Первой Мировой войны, надпись на нём гласила: «Родина — героям, погибшим в 1914—1918 гг.». Также сохранились два колокола из церкви в Бладиау, прежде находившиеся на кладбище колоколов в Гамбурге. Теперь один из них звонит в церкви Штокхайма, а другой — в Гестемюнде. Церковная купель тоже уцелела и находится сейчас в частном музее Валентина, проживающего в посёлке Пограничный (Гермсдорф).
В 1994 году группа немецких и российских студентов, действуя в рамках совместной акции, под руководством Эрнста фон Гласофа, учившегося когда-то в школе Бладиау, воздвигла на месте кирхи деревянный крест.
До 2017 года деревня входила в состав Пограничного сельского поселения. Законом Калининградской области от 18 октября 2016 года № 3, 1 января 2017 года все муниципальные образования Багратионовского муниципального района — Багратионовское городское поселение, Гвардейское, Долгоруковское, Нивенское и Пограничное сельские поселения — были преобразованы, путём их объединения, в Багратионовский городской округ.
С 1 января 2017 года по 1 января 2022 года входил в муниципальное образование Багратионовский городской округ, с 1 января 2022 года в муниципальный округ.

## Население
| 2002 | 2010 |
| ---- | ---- |
| 827  | ↘790 |

## Города-побратимы
- Бургдорфе